# Papegojstjärt
Papegojstjärt (Vriesea splendens) är en art i familjen ananasväxter som naturligt växer i regnskogen i  Venezuela, Surinam och Guyana. Den växer som 
epifyt eller markväxande på 300 - 1300 m.
Papegojstjärten är en populär krukväxt som trivs bäst i ett varmt och soligt fönster. Liksom de flesta ananasväxter bör den vattnas i bladrosetten.
Fem varieteter omnämns:
- var. splendens - bandade blad.
- var. formosa Suringar ex Witte, 1889 - har blad utan band.
- var. oinochroma Steyermark, 1967 - från Venezuela, har blad utan band.
- var. striatifolia M.B.Foster, 1955
- var. chlorostychya Oliva-Esteve, 2001 - från Venezuela, har gröna högblad.

## Synonymer
- Tillandsia splendens Brongniart, 1845